# Lovro Kuščević
Lovro Kuščević (ur. 2 sierpnia 1975 w Supetarze) – chorwacki polityk i samorządowiec, od 2016 do 2017 minister budownictwa, w latach 2017–2019 minister administracji publicznej, parlamentarzysta.

## Życiorys
W 1999 ukończył studia prawnicze na Uniwersytecie w Splicie. Do 2005 pracował w sektorze prywatnym. Zaangażował się w działalność polityczną w ramach Chorwackiej Wspólnoty Demokratycznej (HDZ). W 2005 został burmistrzem gminy Nerežišća, funkcję tę pełnił do 2016. W 2013 zasiadł również w radzie żupanii splicko-dalmatyńskiej.
W styczniu 2016 z rekomendacji HDZ objął urząd ministra rozwoju budownictwa i planowania przestrzennego w rządzie Tihomira Oreškovicia. W przedterminowych wyborach w tym samym roku uzyskał mandat posła do Zgromadzenia Chorwackiego. W październiku 2016 w nowo utworzonym rządzie Andreja Plenkovicia ponownie stanął na czele resortu budownictwa. W czerwcu 2017 w trakcie rekonstrukcji gabinetu przeszedł na stanowisko ministra administracji publicznej. Ustąpił z tej funkcji w lipcu 2019.